# Lycée français Marie Curie de Zurich
Le Lycée Français International de Zurich (LFiZ) est un établissement d'enseignement situé près de Zurich, en Suisse. Il est homologué par le ministère de l’Éducation nationale français, conventionné avec l’Agence pour l'enseignement français à l'étrangeret reconnu par la direction de l'éducation du canton de Zurich. Il est situé sur la commune de Dübendorf (canton de Zurich) et accueille plus de 1 140 élèves scolarisés de la maternelle à la terminale.

## Histoire
L'École française de Zurich a été fondée le 5 juin 1955, sur l'initiative de l'Abbé Henri Joliat, directeur de la Mission Catholique de Langue Française, de quelques parents d’élèves et du Consulat  Général de France à Zurich,.
Quelques mois plus tard, le 17 octobre 1955, l'École française ouvre dans une salle mise à disposition par la Mission catholique à la Hottingerstrasse à Zurich. Jeanne Obrecht, une institutrice française diplômée, enseigne à 14 élèves âgés de 5 à 10 ans (et de quatre nationalités différentes). Le groupe de parents bénévoles effectue des démarches auprès des autorités scolaires cantonales et municipales afin d'obtenir les autorisations nécessaires. L'Association de l'école française voit le jour le 12 janvier 1956 et recueille une grande partie de son argent grâce à des dons.
À la deuxième rentrée scolaire en octobre 1956, l'école accueille 26 élèves en primaire, 7 dans le secondaire ainsi qu'une nouvelle enseignante : Mme Andrée Frey. Cependant la direction de l'enseignement du Canton de Zurich décide d'exclure les enfants suisses de l'école française. En juin, l'association des parents d’élèves dépose un recours contre cette décision. Au terme d'une année de négociations, l'école est autorisée à accueillir des élèves suisses sous certaines conditions et est enfin reconnue comme école privée. 
Les effectifs augmentent et le comité de gestion décide d'acheter une maison particulière en 1959 dans la Rütistrasse. 

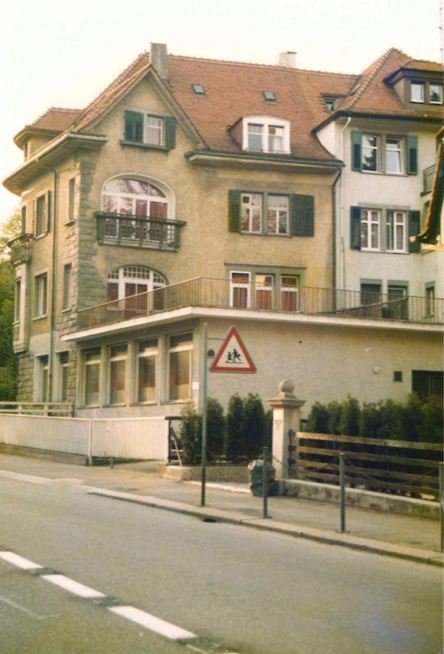
École Française, Bergstrasse (Zurich)

L'École française emménage donc dans cette villa en 1960. Le bâtiment est progressivement transformé, devient une école moderne (ajout d'un gymnase, salles de classe plus grandes,  nouvelles installations sanitaires, ...) et a été officiellement inauguré le 30 avril 1960. En 1976, l'ouverture de classes du secondaire fait grimper les effectifs à environ 200 élèves, ce qui oblige l’école à louer une maison voisine pour y loger plusieurs classes. Le comité envisage alors de déménager. 
Les effectifs ne cessent d'augmenter et en 1978, le comité, un groupe de parents d'élèves et le directeur de l’école, Joseph Goldschmidt, choisissent le site de Gockhausen pour construire un nouveau bâtiment dont la capacité d'accueil est de 275 élèves.  

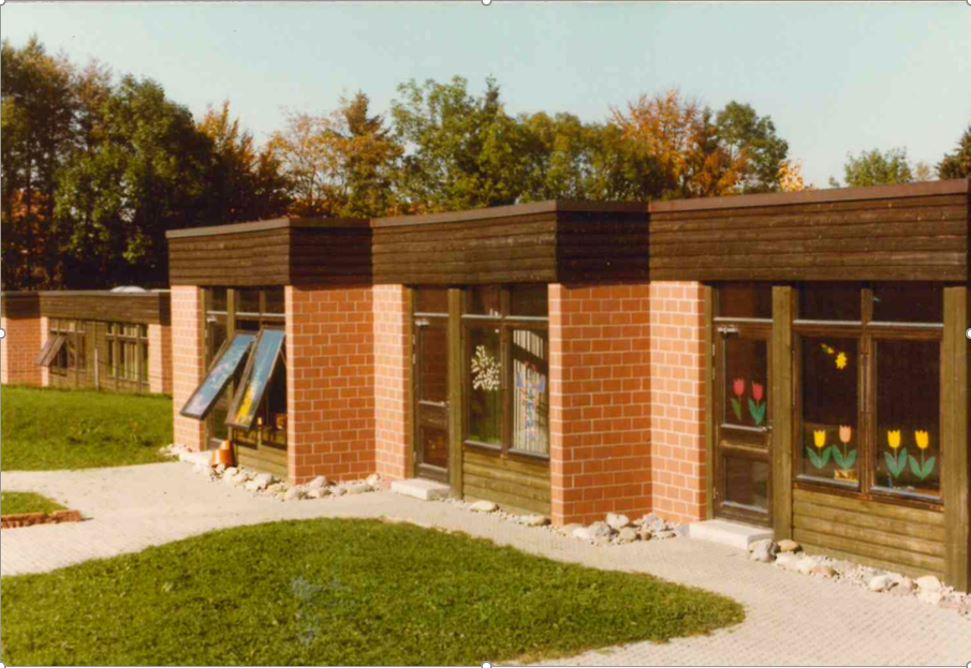
Lycée Français de Zurich, Im Tobelacker (Gockhausen)

En 1980, l'école française quitte donc Zurich pour s’installer à Gockhausen dans la rue Im Tobelacker. L’État français mandate alors le directeur Yves Marandet pour diriger l’établissement jusqu'en 1983.  En 1989, la France autorise l’école française à prendre le nom de « Lycée Français de Zurich » (LFZ).
C'est en 1990 que l'AEFE est créée, sa mission est de réunir et de soutenir tous les lycées français à l'étranger afin d'assurer une bonne formation aux étudiants et de renforcer les liens entre les systèmes éducatifs étrangers et français. 
En 1995, le baccalauréat français ouvre enfin les portes des universités suisses aux élèves du lycée à condition d'avoir une moyenne supérieure à 12 sur 20. 

Le Lycée Français connaît une montée continue de ses effectifs et ce n'est qu'en novembre 2001 que l'assemblée générale des parents approuve à une large majorité le projet de construction d'un nouveau bâtiment sur la Ursprungstrasse à Gockhausen. Le 2 septembre 2003, la rentrée scolaire des élèves du secondaire s’effectue dans un nouveau bâtiment sur le site d'Ursprung. 

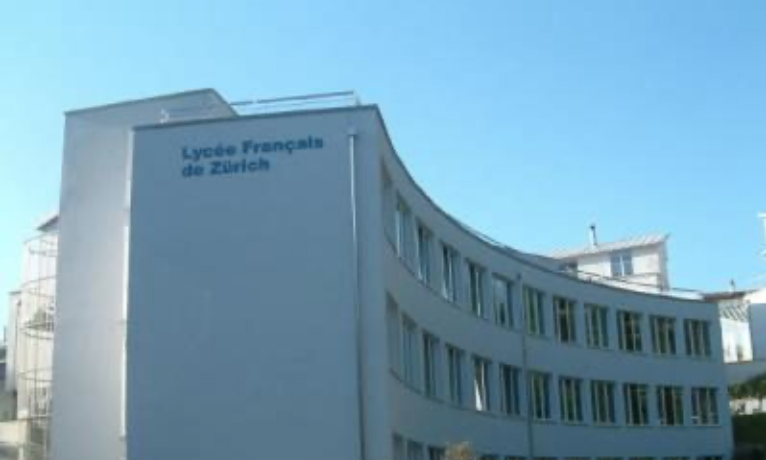
Lycée Français de Zurich, Ursprung (Gockhausen)

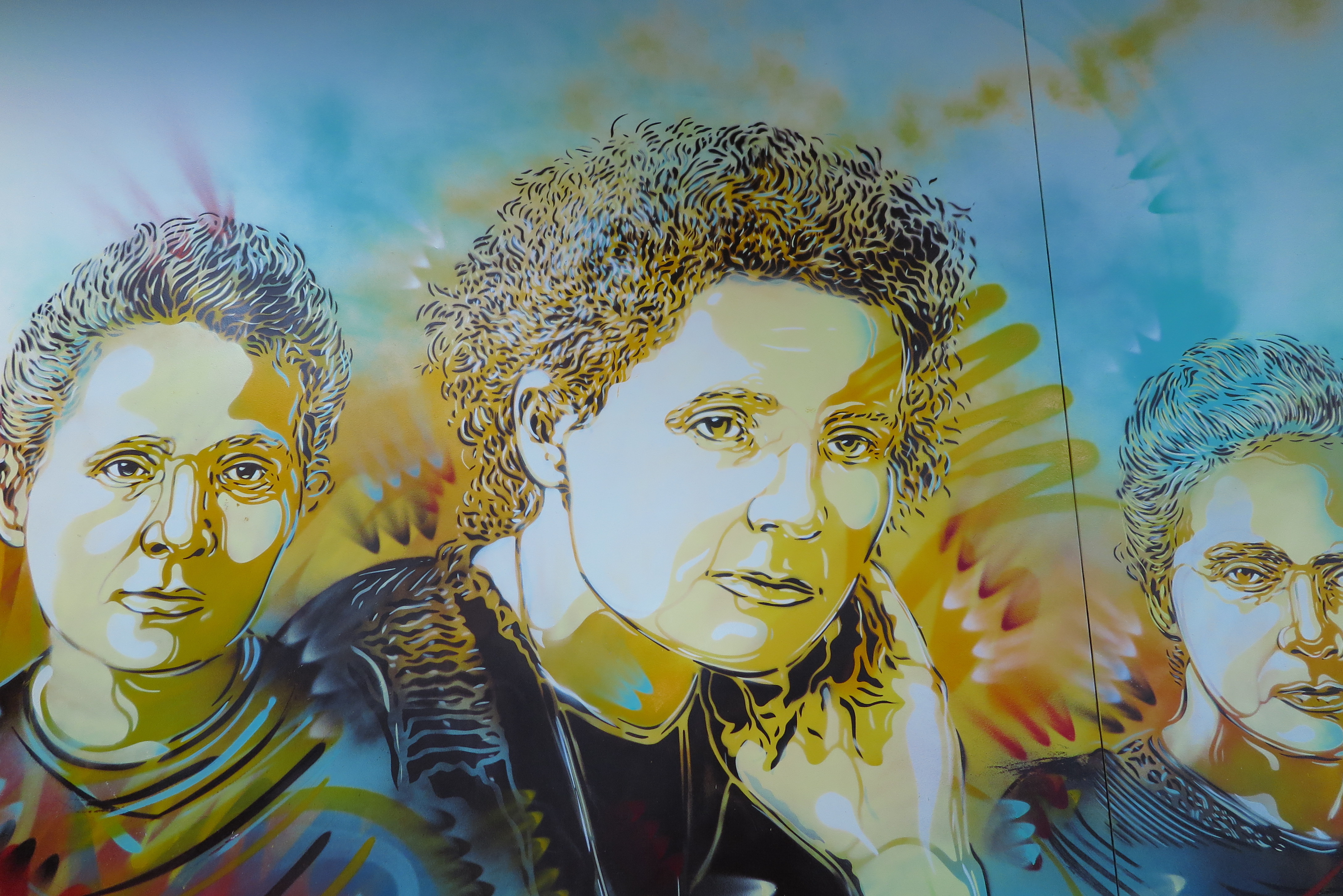
Marie Curie. Street art sur un mur du lfz réalisé par l'artiste C215 Christian Guémy

En 2006, à l’occasion du cinquantenaire du LFZ, un concours ayant pour objectif d’associer le nom de l’établissement à celui d’une personnalité qui incarne au mieux les valeurs du Lycée Français de Zurich est lancé. Il a donc été baptisé du nom de "Marie Curie" en l’honneur de cette pionnière, double Prix Nobel de physique et de chimie.  
Le nombre d'élèves double entre 2003 et 2010 et les élèves sont alors répartis sur quatre sites : l'école maternelle s'installe dans des locaux de Stettbach en 2007, l'école primaire reste à Tobelacker, l'édifice d'Ursprung est réservé pour le collège, le lycée occupe des salles louées dans le bâtiment SAWI en 2011.    
À la rentrée 2011, les effectifs du LFZ passent à plus de 700 élèves. L’école développe son programme d’enseignement de l’allemand et met en place dès la petite section de maternelle un parcours français-allemand, en mode paritaire, officiellement reconnu par la Direction de l’Éducation du Canton de Zurich..
L’association des parents approuve en assemblée générale, en novembre 2012, la décision de faire construire, un bâtiment pour une capacité d'accueil de 1100 élèves,
En septembre 2014, la première pierre du nouveau bâtiment est posée à Dübendorf. C'est finalement 2 ans plus tard que le LFZ déménage officiellement pour ouvrir ses portes en septembre 2016. L'inauguration du nouveau bâtiment et les 60 ans du LFZ ont lieu le 26 novembre 2016,.  
Un concours a été lancé afin de donner un nom à la rue du lycée, elle a ainsi été baptisée "Zukunftstrasse" (rue de l'avenir).
En 2017, le LFZ obtient le titre prestigieux de "construction suisse de l'année",et passe le cap des 1000 élèves.  
En 2020, le nouveau bâtiment atteint ses capacités d'accueil. Pour remédier à ce problème, une annexe de 4 salles est louée à quelques minutes du lycée.
En 2021 l'établissement devient centre d'examen pour le nouveau baccalauréat et le diplôme national du brevet.
En septembre 2025 et après 70 ans d'existence, le Lycée Français de Zurich devient le Lycée Français International de Zurich. Ce nouveau nom marque une nouvelle étape dans l'histoire de l'établissement et confirme sa mission éducative et ses valeurs.
Le Lycée Français International de Zurich est un lycée moderne, qui évolue avec son temps. En effet de nombreuses démarches sont entreprises afin d'être plus durable écologiquementet toujours à la pointe de la technologie.

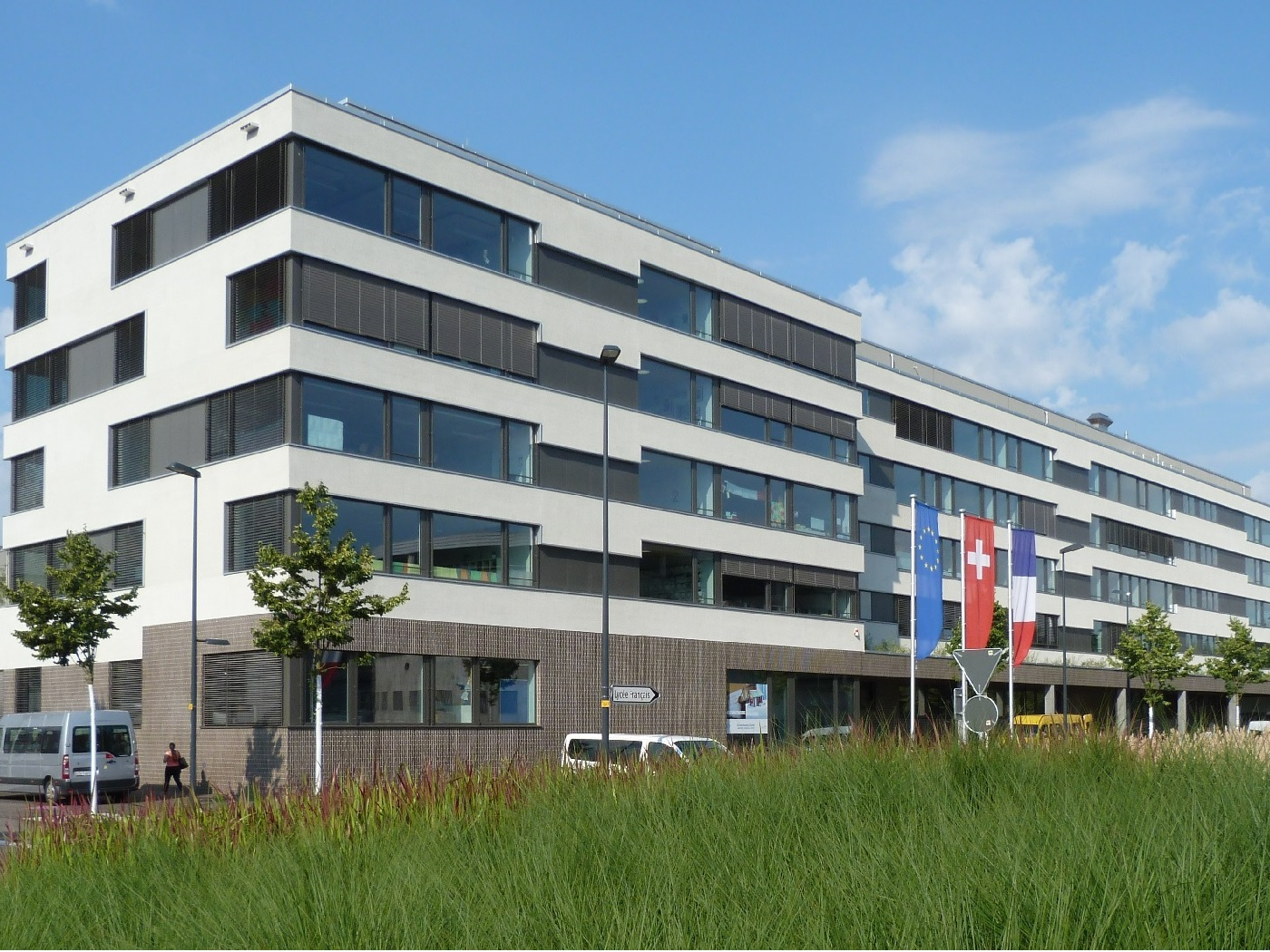
Lycée Français International de Zurich, Zukunftstrasse

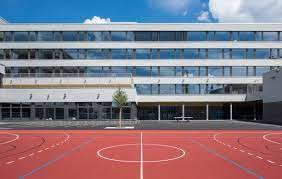
Lycée Français International de Zurich

## Évolution des effectifs

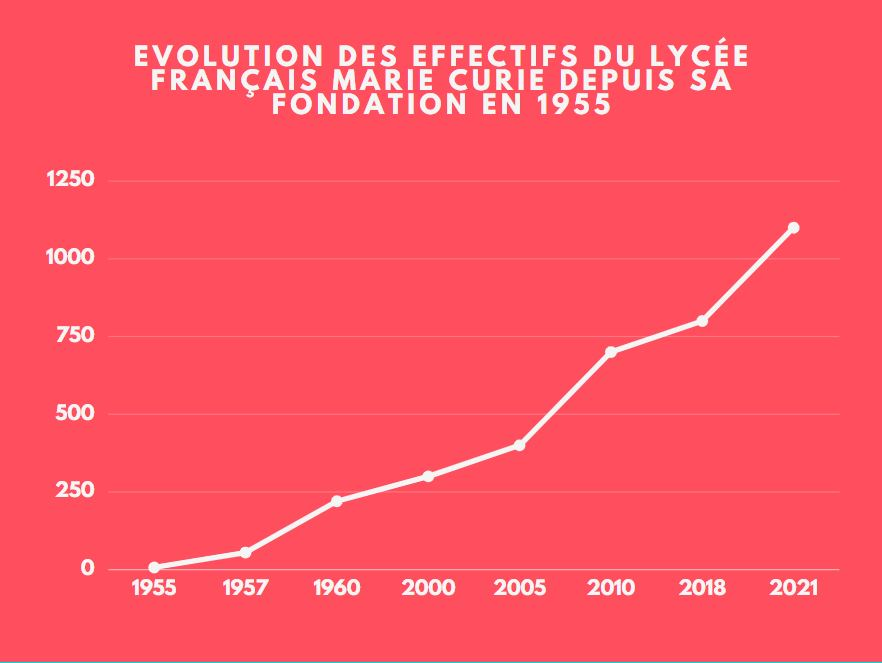

## Proviseurs
- Goldschmidt  Joseph (1977 à 1980)
- Marandet Yves (1980 à 1983)
- Portzer Jean Paul (1983 à 1989)
- Leleu René (1989 à 1995)
- Portela Nelly (1995-1996)
- Magère Christine (1997-1999)
- Lebourgeois Claudine (2000-2005)
- Drussel Jean-Luc (2006-2011)
- Renn Brigitte (2011-2015)
- Savall Paul  (2015-2020)
- Strupler Laurent (2020-2022)
- Duvauchelle Quentin (depuis la rentrée 2022)

## Les langues au LFiZ[25]
- Parcours français-allemand ou parcours français classique à l’école élémentaire

- Enseignement de l’anglais dès le CE2

- Enseignement optionnel de l’espagnol dès la 6ème

- Enseignement optionnel du latin dès la 6ème

Le parcours français-allemand mis en place en septembre 2011 conduit les élèves de maternelle et d’école élémentaire à une maîtrise des deux langues à la fin de la scolarité par une acquisition naturelle du français et de l’allemand. L’enseignement des matières non linguistiques est dispensé de manière paritaire  à l'école primaire : chaque discipline est enseignée en français et en allemand afin d’assurer un développement conjoint des compétences et un horaire équilibré entre les deux langues,. Ce parcours est reconnu et autorisé par la Direction de l’Éducation (Bildungsdirektion). Il est également compatible avec le programme scolaire du canton de Zurich et celui de l’Éducation nationale française.
Le lycée appartient au réseau PASCH et il est DSD-Schule, c'est-à-dire centre d'examen pour la certification en allemand DSD. C'est également un centre d'examen pour la certification en anglais IELTS et les certifications d'espagnol DELE (Diploma de Español como Lengua Extranjera) et SIELE  (Servicio Internacional de Evaluación de la Lengua Española).                                                 

## La pédagogie numérique au Lycée Français International de Zurich
Afin de répondre à la  loi d’orientation et de programmation pour la refondation de l’école de la République qui invitait les établissements à rentrer dans l’ère numérique, le Lycée Français de Zurich a doté chaque élève d'une tablette en avril 2016 dans deux classes pilotes (une classe de l’élémentaire de CM2 et une autre en espagnol au secondaire). La direction pédagogique de l’établissement a nommé comme chef de projet François Latouche, directeur de l’école primaire. Cet investissement a été présenté au comité de gestion en décembre 2015 puis en juin 2016 à la suite du bilan des expériences pilotes. Celui-ci a donné son accord et les enseignants de tous les degrés ont reçu un ordinateur portable et une tablette. Ils ont suivi au moins cinq sessions de formation afin de développer des aptitudes professionnelles et des scénarios pédagogiques intégrant le numérique comme une plus-value. 
Des conférences ont été proposées aux familles afin de les sensibiliser et de les informer.  L’une d’elles, en juin 2017, animée par Emmanuel Davidenkoff, auteur de "Le tsunami numérique a convaincu de très nombreux parents.
À partir du 2 septembre 2017, tous les élèves du CP à la terminale ont reçu une tablette pour des activités pédagogiques fondées sur la personnalisation des apprentissages, la différenciation pédagogique, la créativité, l’esprit critique, la coopération entre élèves, la communication et la citoyenneté numérique. À l’école maternelle, chaque enseignant utilise 6 tablettes par classe pour les élèves de moyenne et de grande sections.
La dotation d’une tablette par élève a permis de préserver la continuité pédagogique durant la période de confinement.de mars à mai 2020. Malgré la pandémie et les restrictions mises en place, les cours ont continué à être assurés à travers la mise en œuvre d’un plan ambitieux, le plan CALM, Classe À La Maison.
Ce choix d’équipement a été renouvelé à la rentrée 2021, par la mise en œuvre de la phase 2 et la dotation d’une tablette de dernière génération. 

## Anciens élèves
- Nina Bouraoui (1982-1985)[37]